# Habenaria platyanthera
Habenaria platyanthera är en orkidéart som beskrevs av Heinrich Gustav Reichenbach. Habenaria platyanthera ingår i släktet Habenaria och familjen orkidéer. Inga underarter finns listade i Catalogue of Life.

## Bildgalleri

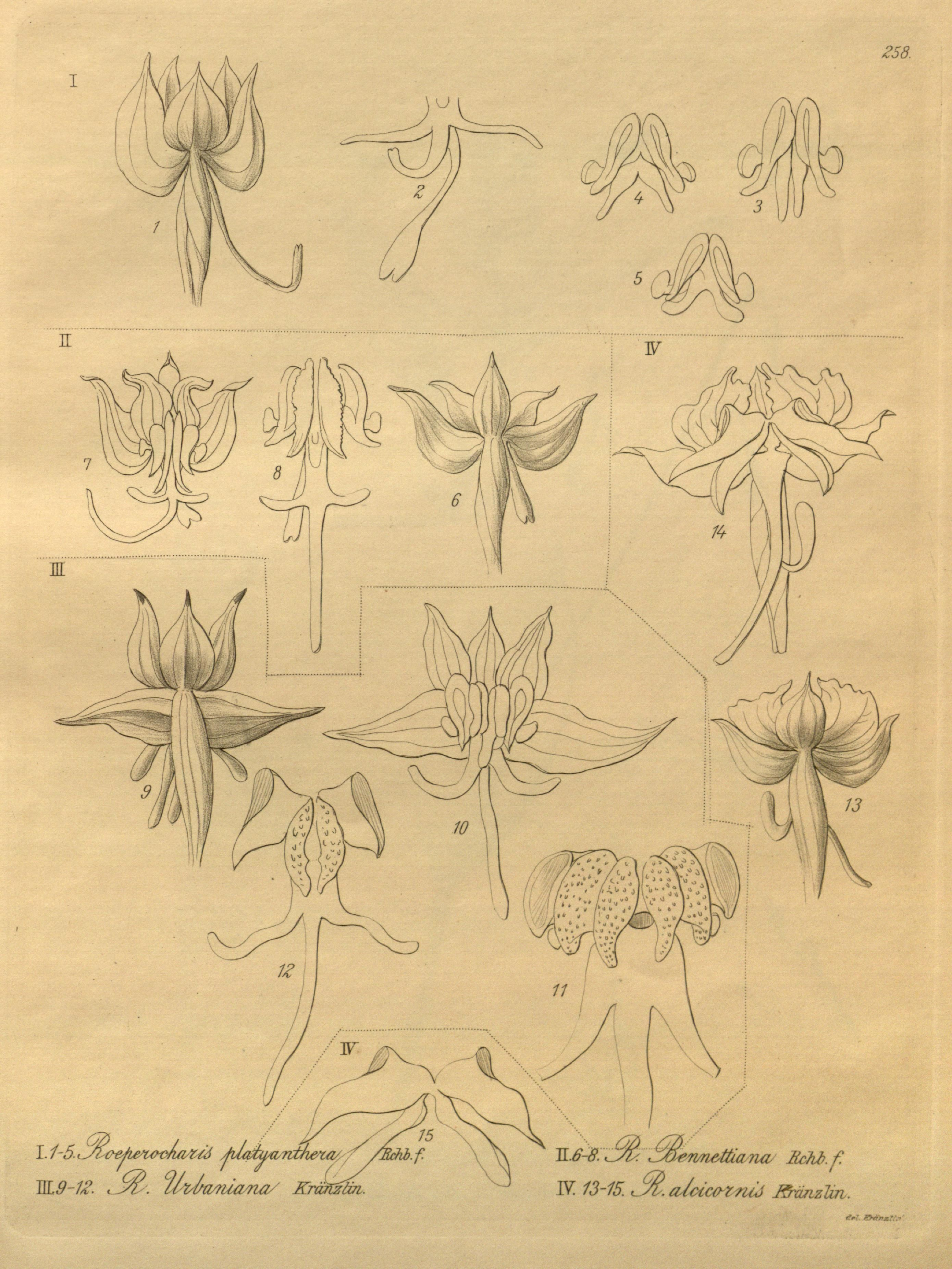